# 長久保智子
長久保 智子（ながくぼ さとこ、1971年4月7日 - ）は、日本のフリーアナウンサー、リポーター、編み物作家。

## 来歴・人物
福島県福島市出身。日本女子大学理学部生物学科卒業。高等学校教員免許（理科）を取得。大学時代アルバイトでモデルをする。福島テレビに1995年に入社、2000年に退社。女性アナウンサーとしては珍しい理系出身である。身長167cm。
震災後早稲田大学大学院人間科学研究科卒業、「手芸と心理学」について研究。その後ボランティアで病院や施設などで編み物を教えている。
フリーアナウンサーとしてはクリエイティブ・メディア・エージェンシーに（現：キャスト・プラス）一年所属を経て、現在はセント・フォースに所属。特に音楽や美術関係、トークショーの仕事が好みとの談。
編み物歴が長く、日本手芸普及協会「準師範・指導員」の資格をもち、現在「編み物作家」としても活動中。特にScotland・Shetlandが好きで年に二回ほど渡英し経験とスキルをアップさせている。2018年初個展を表参道にてひらく。
大型二輪免許を持ち、ツーリングが趣味。
バイク雑誌やイベントでも仕事をする。

3姉妹の次女である。

## 出演

### フリー転向後の担当番組
- フジテレビ「スーパーニュース」
- テレビ東京「リスクの薬」
- CS囲碁・将棋チャンネル「週刊囲碁パラダイス」
- TBSテレビ「ベストタイム」「ジャスト」
- テレビ朝日「やじうまテレビ」「スーパーモーニング」
- G＋  「DOカルチャー」
- TOKYO FM「Saturday waiting bar. AVANTI」
- テレビ東京「L4 YOU!」

### その他
- Bicycle Navi. 連載中